# Adansonia za
Adansonia za là một loài thực vật có hoa thuộc họ genus Adansonia. Đây là loài đặc hữu của Madagascar, nơi nó bị đe dọa mất môi trường sống.

## Hình ảnh

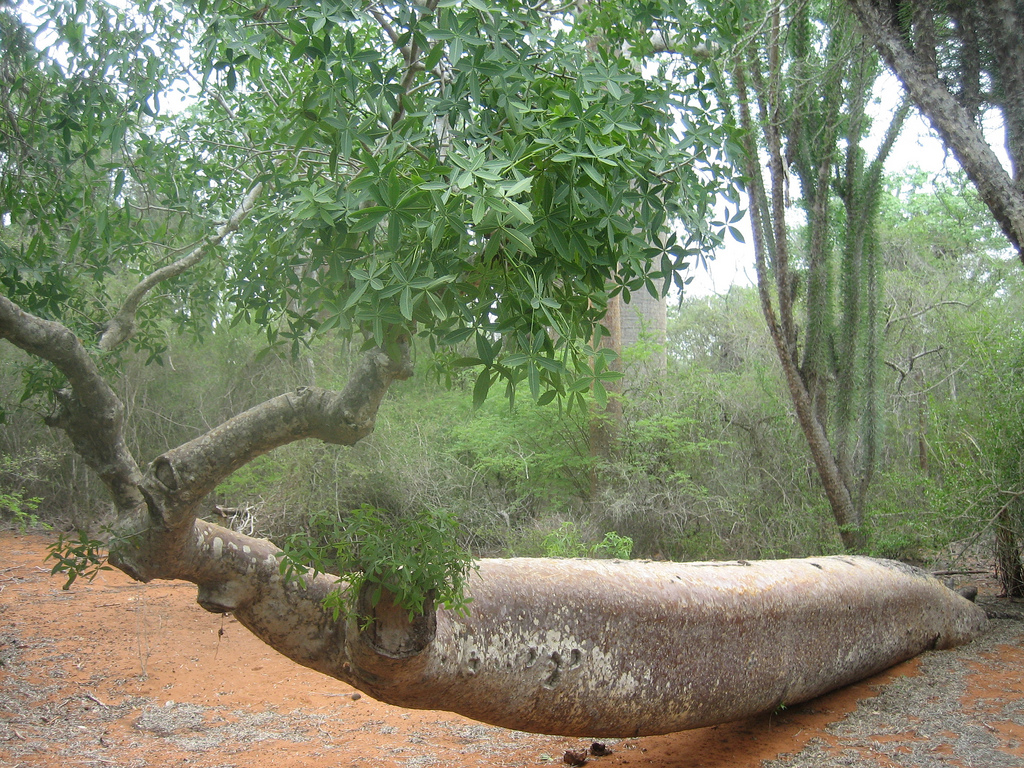
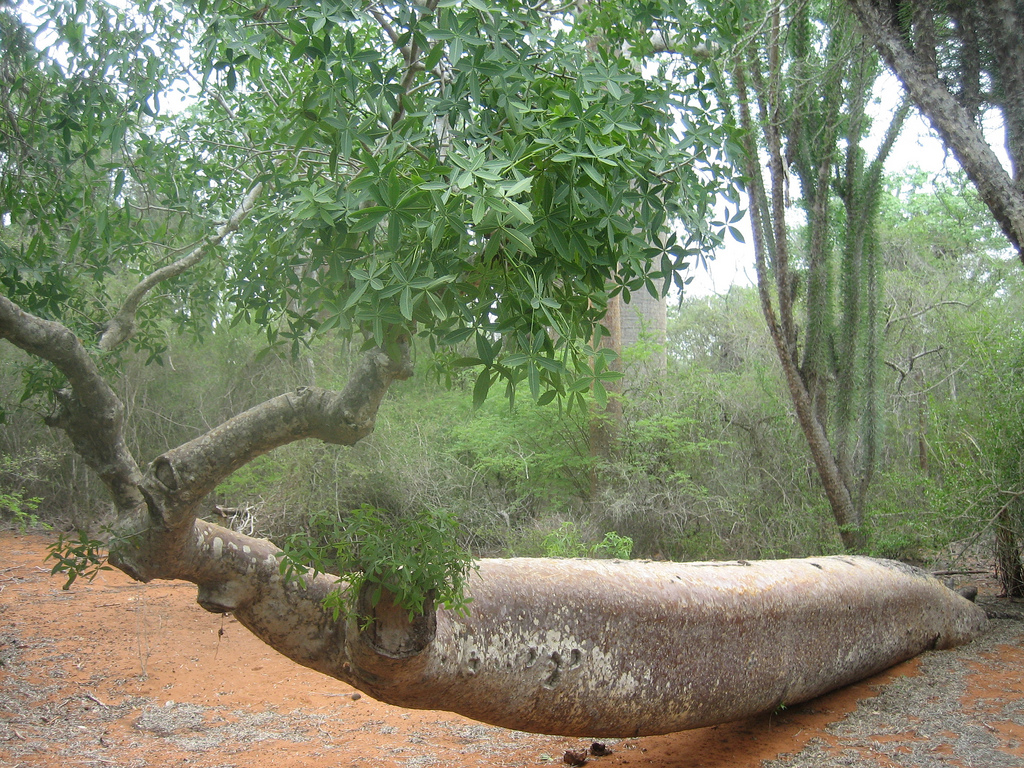
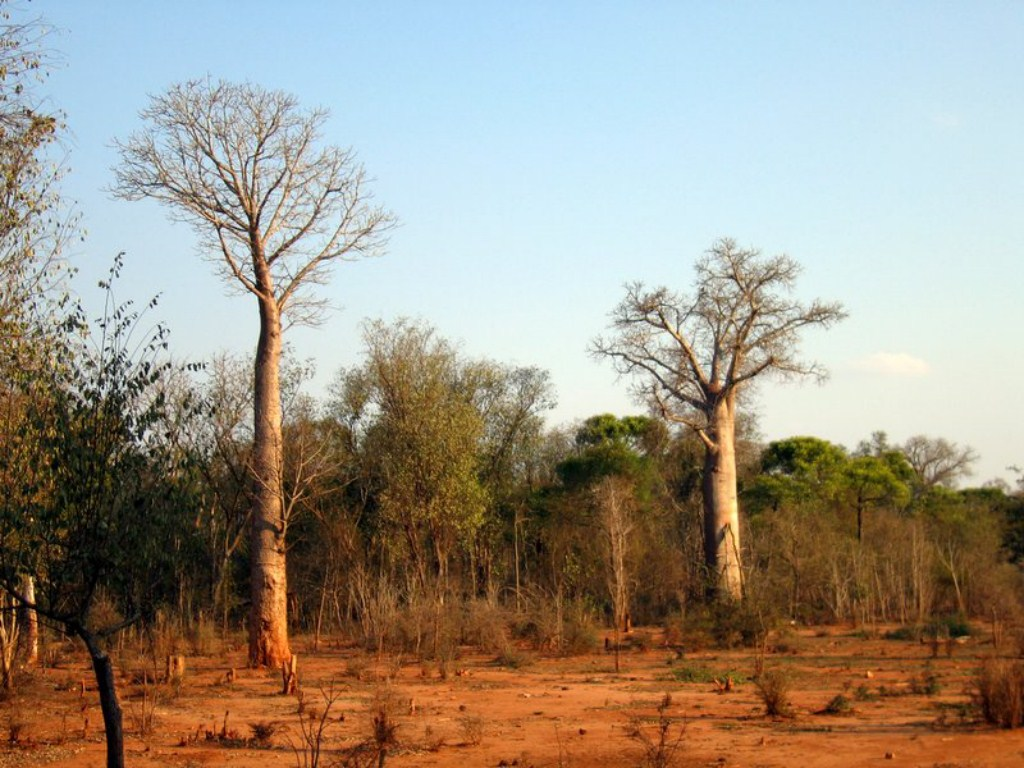